# Тверца (платформа)
Тверца́  — остановочный пункт на перегоне Дорошиха — Лихославль участка Тверь — Бологое главного хода Октябрьской железной дороги. Находится на территории Калининского района Тверской области.
Остановочный пункт открыт в 1913 году. Название — по одноименной реке. Пассажирское движение — 12 пар пригородных электропоездов в сутки. Время следования от станции Тверь — 20 минут. Поезда дальнего следования на станции не останавливаются.
На остановочном пункте — две низкие боковые платформы. Турникетами не оборудован.